# 惠特妮·卡明
惠特妮·卡明（英語：Whitney Cummings，1982年9月4日—），美国喜剧演员。她曾是音乐电视网的节目《明星大整蛊》的演职人员，全国广播公司情景喜剧《三年之癢》的原创者与演员，同时还是哥伦比亚广播公司情景喜剧《破产姐妹》的原创之一。

## 童年生活
卡明于1982年9月4日出生于乔治城母亲是一名公关主管，父亲是风险投资人。她上过圣三一中学，高中上的位于马里兰州波多马克的圣安德鲁圣公会学校，并于2000年毕业。她接下去到了当地的NBC电台做了实习记者。在转到宾夕法尼亚大学前，她就读于北卡罗来纳大学。三年后，她获得了信息与电影方面的学士学位并以极优等成绩于2004年从宾夕法尼亚大学毕业。在成为演员之前，她是一名模特。

## 职业生涯
2004年，卡明大学毕业之后搬到了洛杉矶继续在MTV的《明星大整蛊》节目工作，同年，她参演了一部在戛纳拍摄的低成本恐怖片《EMR》。她于2004年开始表演单口喜剧。《综艺》命名其为2007年必看的10个喜剧演员之一。她于2008年在旧金山参加了真人秀《喜剧之王》的试镜，但最终落选。这以后，卡明斯参演了《柯南·奥布莱恩深夜脱口秀》，HBO的《Down and Dirty with Jim Norton》，NBC的《卡森·达利的最后通话》，《Comics Unleashed》以及新英格兰体育网的《喜剧全明星》。她联合主演了《托尼·洛克访谈》还在2008年的电影《新郎不是我》出演了一个小角色。她还在娱乐电视频道的《切尔西·莱特利晚间秀》出现过几回。她主持了2008年圣丹斯电影节的日间秀.2008年，她被《娱乐周刊》命名为12个喜剧届新秀之一。
她参与过的电视节目有《切尔西·莱特利晚间秀》，《Live Nude Comedy》(该节目是由卡明创办，参演并编剧的），《The Very bad Show》，《truTV Presents: World's Dumbest...》以及《吐槽会》。在《吐槽会》节目中，她吐槽了琼·里弗斯, 大卫·哈塞尔霍夫和唐纳德·川普。她还发表了她的第一张单口相声专辑《情绪忍者》。2010年8月，她播出了她的第一个特别放映的单口相声《惠特妮·卡明：猎金》。2010年，为推广《拯救我》的第六季，卡明和丹尼斯·利瑞 参与了其喜剧巡演。她和还出现在了《人渣和甜甜圈》中。
2011年，卡明的两个情景喜剧被电视台选中了：《破产姐妹》(作为联合创始人和监制)和《三年之癢》(作为演员、制片和创始人）。两部剧集都被续订了第二季，尽管《三年之癢》在2013年五月被取消了。2012年，她在娱乐电视频道有了自己的脱口秀节目《Love You, Mean It with Whitney Cummings》，也只播放了一季。

## 电影作品年表
| 年份      | 名称                   | 角色         | 备注       |
| --------- | ---------------------- | ------------ | ---------- |
| 2004      | EMR                    | 网络兔子莉莉 |            |
| 2005      | Half & Half            | 某女         |            |
| 2006      | 《101电台》            | Ponytails Pi | 电视电影   |
| 2006      | Hooked                 | Vanessa      | 短片       |
| 2006      | Fire Guys              |              | 短片       |
| 2006      | Trapped in a TV Guide  | 常驻演员     |            |
| 2006      | 《人生苦短》           | 娜塔莉       | 短片       |
| 2006      | 《最后的单身汉》       | 莎莉         |            |
| 2007      | 7-10 Split             | 女侍者惠特尼 |            |
| 2007      | Come to the Net        | 惠特尼       | 短片       |
| 2007      | 《对我说，你爱我》     | 路易斯       | 3集        |
| 2008      | Turbo Dates            | 桑迪         |            |
| 2008      | 《灰熊公园》           | 蒂芙尼·斯通  |            |
| 2008      | 《新郎不是我》         | 斯蒂芬妮     |            |
| 2009      | 《车站》               | 米娅         | 电视电影   |
| 2008–2009 | The Tony Rock Project  |              | 4集        |
| 2009      | 《豪斯医生》           | 考特尼       |            |
| 2009      | Why Men Go Gay in L.A. |              |            |
| 2010      | Successful Alcoholics  |              | 短片       |
| 2010      | In Fidelity            | 辛迪         | 短片       |
| 2012      | 《拱猪兄弟》           | 克劳迪娅     |            |
| 2011–2013 | 《三年之癢》           | 惠特尼       | 主角：38集 |

| 年份             | 名称                                        | Notes                                             |
| ---------------- | ------------------------------------------- | ------------------------------------------------- |
| 2007             | 《卡森·达利的最后通话》                     | 作者；1集                                         |
| 2007             | 《吐槽会》                                  | 顾问；剧集：《Flavor Flav》                       |
| 2008             | 《吐槽会》                                  | 作者；剧集：《Bob Saget》                         |
| 2009             | 《Live Nude Comedy》                        | 作者，联合执行制片人                              |
| 2009             | 《吐槽会》                                  | 剧集：《Joan Rivers》                             |
| 2010             | 《Just for Laughs》                         | 作者；第二季第六集                                |
| 2010             | 《吐槽会》                                  | 剧集：《David Hasselhoff》                        |
| 2010             | 《Comedy.TV》                               | 作者和主持人                                      |
| 2010             | 《惠特妮·卡明：猎金》                       | 执行制片人                                        |
| 2011             | 《吐槽会》                                  | 剧集：《Donald Trump》                            |
| 2011&ndash；2013 | 《三年之癢》                                | 作者，执行制片人                                  |
| 2011–            | 《破产姐妹》                                | 联合创始人、联合作者/执行制片人(首播集)和执行顾问 |
| 2012–2013        | 《Love You, Mean It with Whitney Cummings》 |                                                   |

## 外部連結
- 官方网站
- 惠特妮·卡明在互联网电影资料库（IMDb）上的資料（英文）